# 桑德斯多夫-布雷纳
桑德斯多夫-布雷纳（德語：Sandersdorf-Brehna）是德国萨克森-安哈尔特州的市镇，隶属于安哈尔特-比特费尔德县。总面积为81.84平方千米，截至2023年12月31日总人口为14,398人。